# 陈辞
陈辞（1954年12月—），男，安徽金寨人，中华人民共和国政治人物。北京外国语学院英语系英语专业毕业，中共中央党校国际政治专业在职研究生学历。

## 生平
1977年加入中国共产党。历任共青团中央干事、副处长、处长；海南省外事办公室副主任、主任，省外事侨务厅厅长，省外事侨务办公室主任；三亚市委副书记、代市长、市长；海口市委副书记、代市长、市长、市委书记等职。2007年3月获任中共海南省委常委。2015年2月当选为海南省政协副主席；3月不再担任海南省委常委、海口市委书记。

## 家庭
父亲陈先瑞为开国中将。